# Maratus playa
Espèce
Maratus playa est une espèce d'araignées aranéomorphes de la famille des Salticidae.

## Distribution
Cette espèce est endémique d'Australie. Elle se rencontre dans le Nord-Ouest du Victoria, dans l'Ouest de la Nouvelle-Galles du Sud et en Australie-Occidentale u Goldfields-Esperance vers le parc national de Goongarrie.

## Description
Les mâles mesurent de 3,3 à 3,6 mm et les femelles de 4,2 à 4,8 mm.

## Systématique et taxinomie
Cette espèce a été décrite par Otto et Hill en 2023.

## Publication originale
- Otto & Hill, 2023 : « Maratus playa, a new peacock spider in the fimbriatus group from Australia (Araneae: Salticidae: Euophryini). » Peckhamia, vol. 308.1, p. 1-27 (texte intégral).